# Neoepicorsia submundalis
Neoepicorsia submundalis là một loài bướm đêm trong họ Crambidae.